# شركة راذر
شركة راذر (تكتب كذلك R Λ Z Ξ R) هي شركة أمريكية سنغافورية لتصنيع أجهزة الألعاب و الخدمات المالية أنشأها مين ليانغ تان و روبرت كراكوف. يقع المقر الرئيسي للشركة حاليًا في إيرفين وكاليفورنيا وسنغافورة.

## روابط خارجية
- الموقع الرسمي